# Leyes de Chile
Son leyes de Chile, todas las aquellas normas jurídicas vigentes en la República de Chile, emanadas principalmente desde el Congreso Nacional en la forma tradicional de "Ley", y desde la Presidencia de la República en forma de "Decretos con Fuerza de Ley", así como también aquellas leyes que han sido promovidas dentro de dicho congreso por el Presidente de la República (por uso de su atribución de "iniciativa exclusiva") que, ambos por empleo de su potestad reglamentaria, se les ha encomendado la función legislativa, y que deben versar sobre aquellas materias que la Constitución Política de 1980, en su artículo 63°, ha establecido que son objeto de legislación. Las leyes nuevas, así como otros ordenamientos, son guardados y almacenados en la Biblioteca del Congreso Nacional, y están disponibles vía internet a todo el público, a través de su plataforma web. Otras leyes son solo accesibles a través de base de datos privadas, como la base de datos del Diario Oficial de Ley. Todas las leyes deben ser y debieron ser publicadas en el Diario Oficial de la República de Chile .
La Constitución establece las siguientes categorías de leyes, que difieren en cuanto a las materias que versan, su rango, y los requisitos formales necesarios para su aprobación, modificación o derogación. 
- Leyes interpretativas de la Constitución.
- Leyes orgánicas constitucionales.
- Leyes de quórum calificado.
- Leyes ordinarias o comunes.

A la anterior normativa, se agrega la denomina "legislación delegada", constituida por los Decretos con Fuerza de Ley, dictadas pe por el presidente, y la "legislación irregular" de carácter preconstitucional, conformada por los Decretos Leyes dictados en periodos de interrupción institucional.
De acuerdo a la misma Constitución, se entiende que las leyes que estaban en vigor al momento de su promulgación, sobre materias que conforme a ella deben ser objeto de leyes orgánicas constitucionales o aprobadas con quórum calificado, cumplen tales requisitos y siguen aplicándose en lo que no sean contrarias a la Constitución, mientras no se dicten los correspondientes cuerpos legales. Además, mantienen su vigencia las normas legales que a la fecha de promulgación de la Constitución hubieren reglado materias no comprendidas en el dominio legal, mientras ellas no sean expresamente derogadas por ley.